# Federación Social Demócrata
La Federación Social Demócrata fue un partido político español surgido en 1976 durante la Transición española. Estaba liderado por Francisco Fernández Ordóñez y José Ramón Lasuén Sancho, e integraba a Unión Social Demócrata Española, Partido Social Demócrata de Cataluña, de Valencia, de Aragón, de Baleares, de Castilla y León, de Andalucía, de la región centro, Acción Social Demócrata y Foral De Navarra y Causa Ciudadana. Fue constituida de forma oficial ante las autoridades el 17 de febrero de 1977 y celebró su primer congreso el 1 y 2 de abril de ese mismo año. En 1978 pasó a integrarse en Unión de Centro Democrático.
Algunos de los miembros de su junta directiva elegida en septiembre de 1976 fueron José Ramón Lasuen (relaciones exteriores y con el poder), José Manuel Peydró (relaciones con la oposición), Ventura Olaguibel (relaciones públicas e informativas), Francisco Fernández Ordóñez (ideario y programas), Armando Benito (organización), José Gómez-Acebo (financiación), José Antonio Sorzano (relaciones con partidos federados) y Alberto Cercós (promoción).

## Integrantes
La Federación Social Demócrata al momento de su integración en Unión de Centro Democrático estaba integrada por diez partidos de ámbito regional:
- Alianza Social Demócrata de Castilla La Nueva.
- Alianza Social Demócrata Andaluza.
- Partido Social Demócrata del País Valenciano.
- Alianza Social Demócrata Asturiana.
- Alianza Galega Social Demócrata.
- Alianza Social Demócrata Murciana.
- Partido Social Demócrata Aragonés, liderado por J. R. Lasuén.
- Asociación Social Demócrata Canaria, liderada por María D. Pelayo Duque, R. Enrique Hernández y Acevedo Bisshopp.
- Partido Social Demócrata de la Palma, Gomera y Hierro.
- Partido Social Demócrata de Tenerife.

También formaron parte de la FSD la Unión Social Demócrata Española (USDE) —que abandonó la federación en enero de 1977—, Partido Social Demócrata de la región centro (PSD) —que abandonó la federación en abril de 1977—, Izquierda Social Demócrata (ISDE) y algunos independientes.